# فرشاة المرحاض
فرشاة المرحاض (بالإنجليزية:Toilet brush) هي أداة لتنظيف المرحاض. اخترعت النسخة البلاستيكية الحديثة في عام 1932.
يتم استخدام الفرشاة لتنظيف وتبييض المرحاض. فرشاة المرحاض يمكن أن تستخدم لتنظيف المنطقة العليا في المرحاض فقط. ولا يمكن أن تستخدم لتنظيف الأماكن العميقة للمرحاض أو مثلا تنظيف مقعد المرحاض.